# Tito Eduque
Valentín M. Eduque, detto Tito (26 agosto 1927 – 8 novembre 2001), è stato un cestista e allenatore di pallacanestro filippino.

## Carriera
Da allenatore ha guidato le Filippine ai Campionati mondiali del 1974.